# بلنترسويل (تكساس)
بلنترسويل (بالإنجليزية: Plantersville, Texas)‏ هي unincorporated community of the United States of America تقع في الولايات المتحدة في مقاطعة غرايمز (تكساس). يقدر عدد سكانها بـ 212 نسمة .